# Kehtna
Kehtna (německy Kechtel) je městečko v estonském kraji Raplamaa, samosprávně patřící do obce Kehtna, jejímž je administrativním centrem.

## Galerie

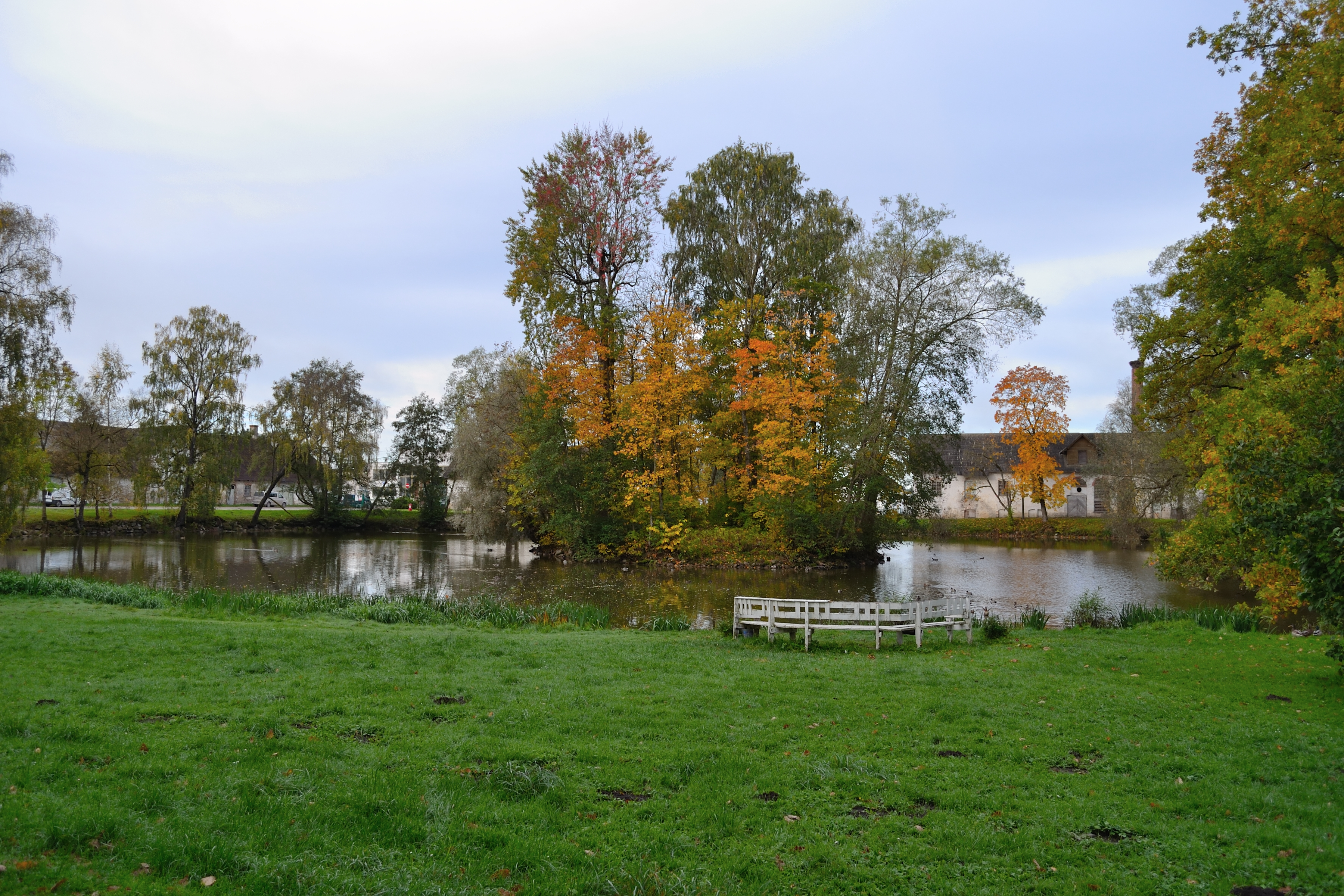
Zámecký park
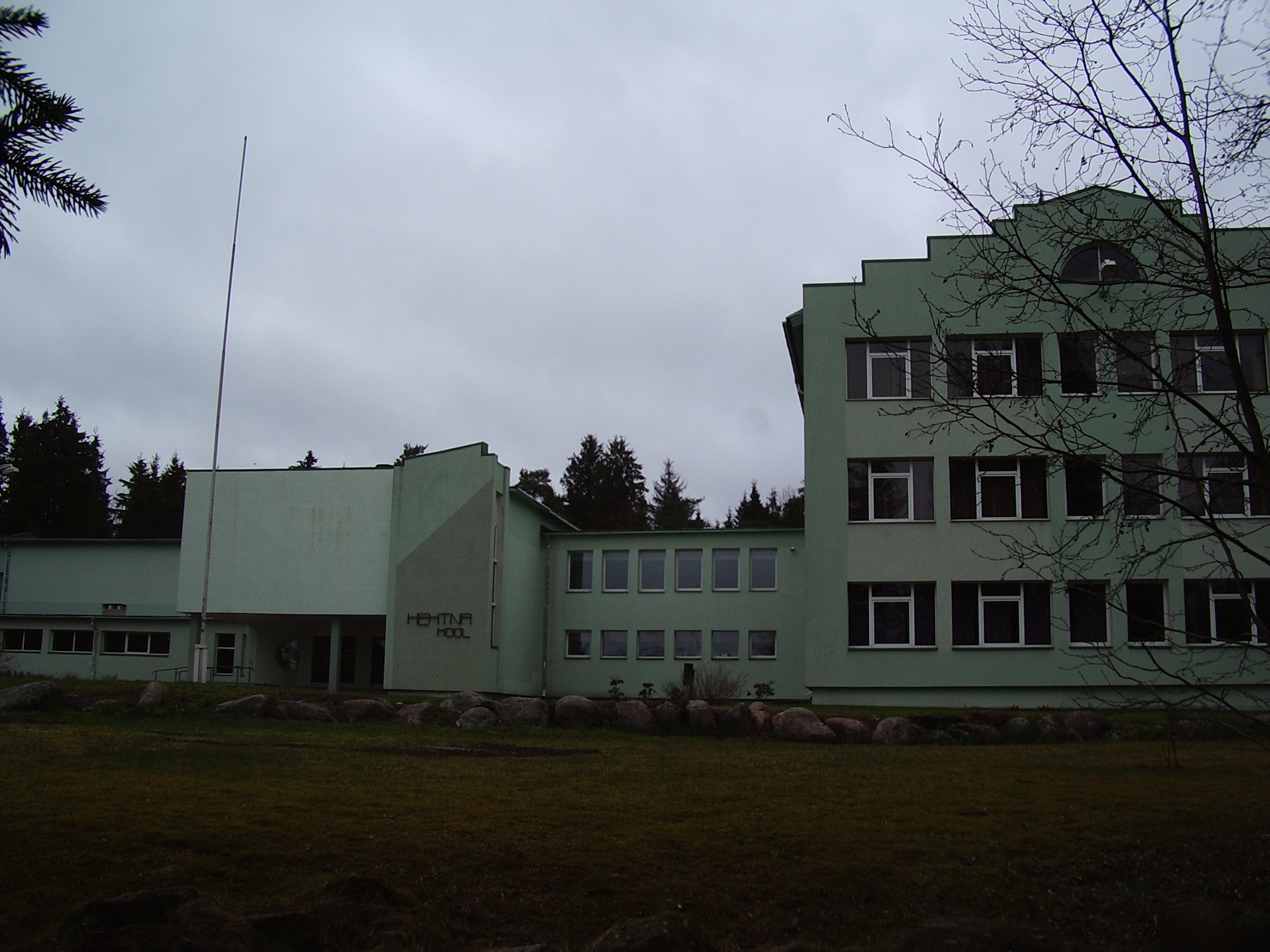
Základní škola
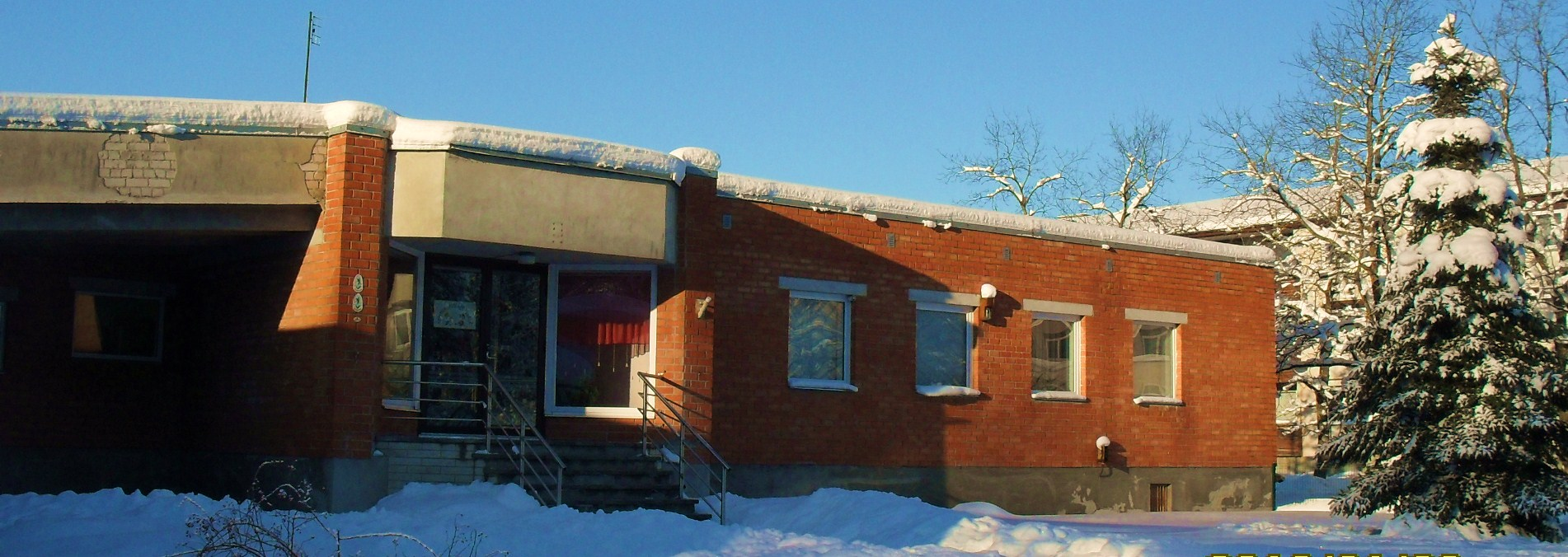
Mateřská škola
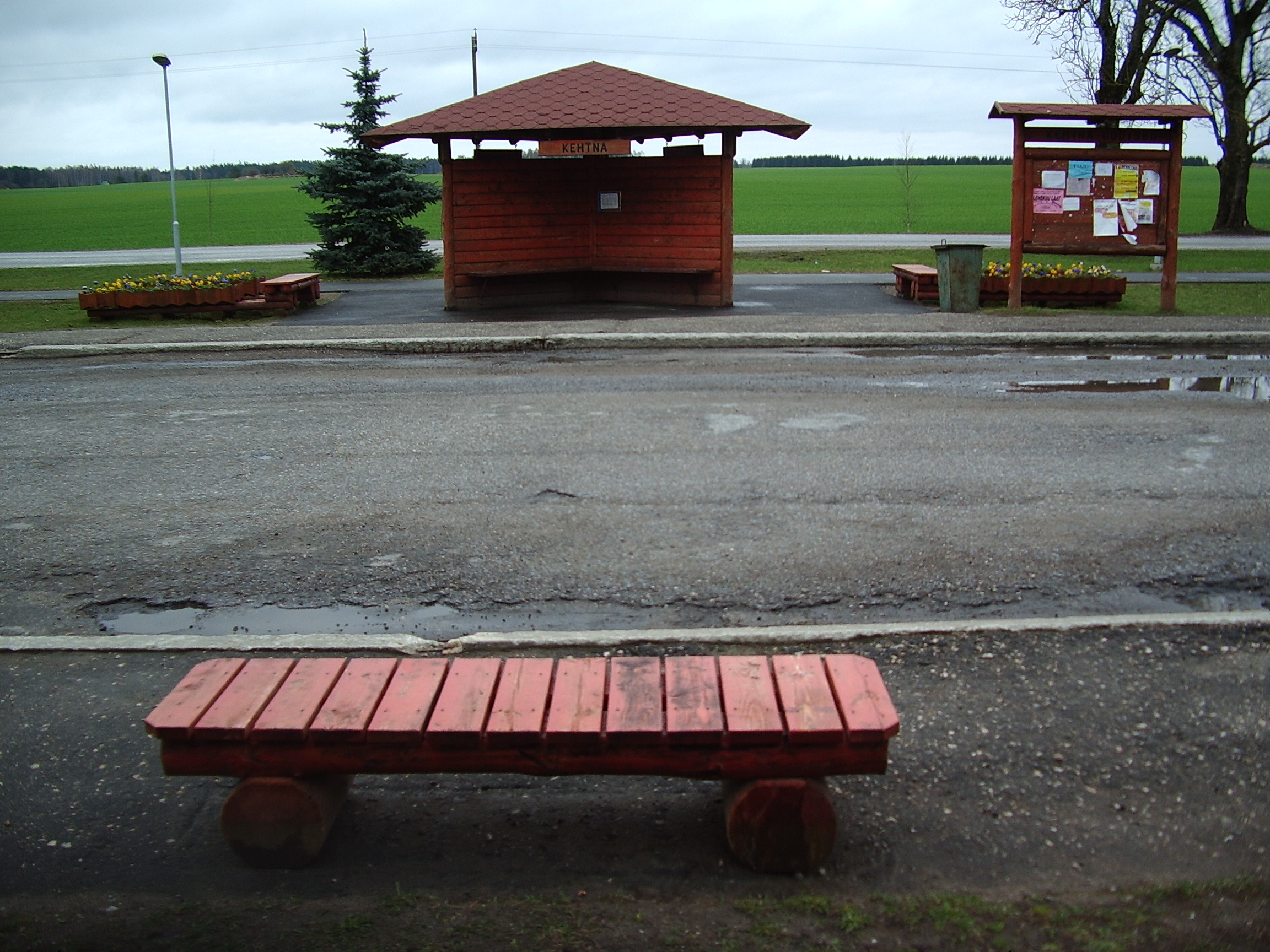
Autobusová zastávka